# Бербанк (Вашингтон)
Бербанк (енгл. Burbank) насељено је место без административног статуса у америчкој савезној држави Вашингтон.

## Демографија
По попису из 2010. године број становника је 3.291, што је 12 (-0,4%) становника мање него 2000. године.
| Група             | 2000.         | 2010.         |
| Белци             | 2.855 (86,4%) | 2.698 (82,0%) |
| Афроамериканци    | 10 (0,3%)     | 26 (0,8%)     |
| Азијати           | 12 (0,4%)     | 6 (0,2%)      |
| Хиспаноамериканци | 328 (9,9%)    | 483 (14,7%)   |
| Укупно            | 3.303         | 3.291         |